# Magnus Stierneroos
Magnus Stierneroos (även stavat Stjernroos), född 15 november 1685 i Södermanland, död 17 maj 1762 i Stockholm, var en svensk militär under Stora nordiska kriget.

## Biografi
Stiernroos föddes 1685 som son till lagmannen Johan Berelius - adlad Stierneroos - och Maria Hobe. Stierneroos blev student vid Uppsala universitet 1692, antogs som volontär vid Karlskrona år 1700 och blev 1701 flottans arklimästare under expeditionen till Archangelsk. Efter avsked från flottan 1702 blev han 1703 fänrik vid Upplands femmänningsregemente till fot och 1705 befordrad till löjtnant.
Han anställdes vid livdrabantkåren 1707. Under slaget vid Holowczyn 1708 blev Stiernroos sårad och efter förlusten vid Poltava, följde han med kung Karl XII till Bender, där Stiernroos också kom att delta i den kommande kalabaliken. Därefter deltog Stiernroos i expeditioner till bland annat Tartar-Khan i Taman och den turkiska fästningen Taganrok. Dessa expeditioner gjorde Stierneroos i hemlighet och han var alltid förklädd. 1714 blev han befordrad till vice korpral vid livdrabanterna och bevistade därefter belägringen av Stralsund och slaget vid Rügen. Efter detta, deltog Stierneroos i de två fälttågen mot Norge och under det senare, blev han befordrad till korpral bland livdrabanterna. 1723 befordrades han till överste, 1732 blev han löjtnant bland livdrabanterna, 1744 blev han kaptenlöjtnant vid drabanterna samt generalmajor vid kavalleriet. 1751 blev han befordrad till generallöjtnant för att slutligen 1755 bli general.                       Magnus Stiernroos avled den 16 maj 1762 i Stockholm. Han var gift från 1720 med Sofia Juliana von Bratt.
Enligt det Tolstadiska dokumentet, som publicerades 1836 av Peter Wieselgren i den sjunde delen av De la Gardieska arkivet, skulle artilleriexperten Carl Cronstedt i feberyra på sitt gods Gäddeholm, erkänt mordet på Karl XII för kyrkoherden Erik Tolstadius samt utpekat Magnus Stiernroos som mördare; Cronstedt hade laddat geväret och betalat Stierneroos 500 dukater. Cronstedt ombad sedan Tolstadius att uppsöka Stiernroos för att informera denne om Cronstedts erkännande samt få Stierneroos att erkänna "vad han gjort samt att han skjutit Konungen". Stierneroos nekade dock till vad Cronstedt sagt, men när Tolstadius återvände till Cronstedt sade denne: "På det han skall finna att jag ej radoterar, så säg honom att det är den tredje bössan av dess gevär som hänger i dess kammare". När Tolstadius sedan berättade detta för Stierneroos, uppmanades denne endast att ge sig av.